# Хансядэйяха
Хансядэйяха (устар. Хансядей-Яха) —  река в России, протекает по территории Надымского района Ямало-Ненецкого автономного округа. Один из левых притоков реки Хейгияха, впадает в неё на 112-м километре от устья.

## Данные водного реестра
По данным государственного водного реестра России относится к Нижнеобскому бассейновому округу, водохозяйственный участок реки — Надым, речной подбассейн реки — подбассейн отсутствует. Речной бассейн реки — Надым.
По данным геоинформационной системы водохозяйственного районирования территории РФ, подготовленной Федеральным агентством водных ресурсов:
- Код водного объекта в государственном водном реестре — 15030000112115300050798
- Код по гидрологической изученности (ГИ) — 115305079
- Код бассейна — 15.03.00.001
- Номер тома по ГИ — 15
- Выпуск по ГИ — 3